# 亀谷敬正
亀谷 敬正（かめたに たかまさ、1976年 - ）は日本の競馬評論家、競馬ライターである。
血統ビーム研究所所長、株式会社K-MATE （個人事務所）代表取締役。

## 競馬予想家として
中学生時代に競馬シミュレーションゲーム『ダービースタリオン』シリーズにはまり、競馬雑誌「競馬王」にて独自の理論にて全国レベルの馬を何頭も生産して横井、渋田、小林らと最年少の「ダビスタ四天王」として有名になった。
既に高校時代にはライターとして出版社に出入りしており、大学中退後にはそこで得た知識や人脈を活かしプロのライターになった。
当初は現在のような血統予想ではなく、レースのペース配分（チェンジオブペース）等の全く違うスタンスでの予想を行っていた。同じ血統予想家の水上学は、彼の血統予想は「デジタル」であると述べている。これはその馬の血統（主に母系）まで遡って馬場や距離の適性を予想するのではなく、単純に"〜系"の血が入っていたら機械的にその馬を買うという方法を指している。これは下手に主観を入れて買い目を選ぶよりも、客観的にその血統の馬を購入した方が高配当にありつけるという亀谷の持論からきている。しかし、同じような血統構成の馬が多数出走した場合は、馬の能力や近走の内容で評価に優劣を付ける必要があるので、完全に主観が入っていないわけではない。
なお安藤勝己騎手とは懇意であり2007年には彼へのインタビューを基にした著書『安藤勝己の頭脳』、2009年に『安藤勝己の頭脳 名牝騎乗論』を出している。
2015年4月よりスポニチ大阪版、21年より東京版でも GI 開催時の水曜日紙面に「亀谷敬正の血統ビーム」を掲載している。

## 競馬予想TV!
- 競馬評論家として有名になるきっかけになった『競馬予想TV!』（フジテレビONE）にて、市丸博司と並んで最古参予想家の一人である。
- 番組初期のころは過激な発言が多く番組の論戦に一役買っていた。
- 予想スタイルは、競走馬の能力を設定した上でそのレースに合った血統にて能力値に補正をかけるという「血統ビーム」。毎年、少しずつリニューアルされている。
- 番組では、基本的に期待値重視のため１番人気を本命にすることはほとんどない。
- 血統光線研究所のユニフォームとして、ロゴの入ったTシャツや入ったジャンパーを愛用している。この服装にこだわりがあるようで、日本ダービーの予想の回で他の出演者がスーツ着用の中でもこの服装を通した。
- 出演者の中では松本ヒロシと仲が良く、番組終了後に2人でよく飲みに行っている。
- 同じ血統予想の水上とは、よく論争になっている。2004年のオークスでは自身の本命馬であるダイワエルシエーロについて水上学から「こんなの来るわけないじゃん!」「もう、血統予想なんて辞めてしまえ!」「ちゃんちゃらおかしいよ!」等の非難を受けたが、見事に的中させた[2]。
- 番組の馬券購入額で本人のやる気具合がよく分かる予想家である。

## その他
- ライターとしてミニ四駆等の競馬以外の著書もある。
- 競馬評論家として予想を行うにあたり、馬券を購入する為に大学を退学している（当時は競馬法の規制により学生は馬券が買えなかった為）。
- 大の巨人ファンである。
- ダビスタのコミック版の原作者でもある。なお作画はおちよしひこが担当している。

## 主な出演番組
- 競馬予想TV!（フジテレビONE）
- 競馬血統研究所（同上　MC）
- 競馬王チャンネル（ニコニコ公式チャンネル。予想コラムを連載）
- 競馬予想 丸のりパラビ!（Paravi、2019年9月28日 - [3][4]、解説）